# Ndiagne (Louga)
Pour les articles homonymes, voir Ndiagne.
Ndiagne est une commune du Sénégal, située dans le centre (qui est à 31 km de Louga) du pays et rattachée au département de Louga et à la région de Louga. L’actuel maire est Mansour Sour, élu le 23 janvier 2022.
Elle a été créée en 2011 par scission de la communauté rurale de Ndiagne.
Historique du village de Ndiagne
La Commune  de Ndiagne est intimement liée à l’histoire des royaumes du Cayor et du Ndiambour. En effet, fortement ancré dans les valeurs islamiques, Ndiagne trouve ses origines dans l’enseignement du Coran et la propagation de l’Islam. Le village de Ndiagne a été créé en 1682 par Ndiaga Fatim Diagne et porte le même patronyme que son créateur. Ce dernier, ayant fait un parcours remarquable d’apprentissage du coran à Coki sera remercié et gratifié par son Marabout Sérigne Makhtar Ndoumbé Diop. A l’époque Coki était un des plus importants pôles académiques pour l’apprentissage de l’Islam et la Maîtrise du Coran.
En tant qu’agent détaché de Coki, le fondateur de Ndiagne est déchargé de ses obligations vassales et sillonne les villages de Ndem, Ndiagne Médoune, Sakal avant d’atterrir à l’épicentre de Ndiagne qui est aujourd’hui la mosquée. Une fois installée, Mame Ndiaga Fatim Diagne se consacre à l’enseignement du Coran en y ouvrant un Daara.
Sous l’ère coloniale Ndiagne a bénéficié d’un avantage administratif très important. En effet, de 1913 à 1960 il était chef lieu de Canton polarisant l’ensemble des villages se trouvant sur son hinterland. Sous ce rapport, Ndiagne s’est très tôt ouvert au monde par l’établissement de l’école française en 1909. Mais compte tenu de l’effort de guerre consenti dans un contexte de la première guerre mondiale, l’école a été fermée trois ans après son ouverture.
Après sa réouverture, l’école  fût à nouveau fermée en 1935 à la suite d’une altercation entre un élève et un professeur. Toutefois, l’école est fonctionnelle depuis 1954 et a largement contribué à la formation  des cadres du pays.